# Carabus excellens
Carabus excellens là một loài bọ cánh cứng đặc hữu của châu Âu, ở đó nó được tìm thấy ở Belarus, Kaliningrad, Moldova, Ba Lan, România, miền trung và miền nam Nga, và Ukraina.